# Episodi di Sugarfoot (prima stagione)
La prima stagione della serie televisiva Sugarfoot è andata in onda negli Stati Uniti dal 17 settembre 1957 al 10 giugno 1958 sulla ABC.
| nº | Titolo originale             | Prima TV USA      |
| -- | ---------------------------- | ----------------- |
| 1  | Brannigan's Boots            | 17 settembre 1957 |
| 2  | Reluctant Hero               | 1º ottobre 1957   |
| 3  | The Strange Land             | 15 ottobre 1957   |
| 4  | Bunch Quitter                | 29 ottobre 1957   |
| 5  | Trail's End                  | 12 novembre 1957  |
| 6  | Quicksilver                  | 16 novembre 1957  |
| 7  | Misfire                      | 10 dicembre 1957  |
| 8  | The Stallion Trail           | 24 dicembre 1957  |
| 9  | Small War at Custer Junction | 7 gennaio 1958    |
| 10 | Bullet Proof                 | 21 gennaio 1958   |
| 11 | Deadlock                     | 4 febbraio 1958   |
| 12 | Man Wanted                   | 18 febbraio 1958  |
| 13 | The Dead Hills               | 4 marzo 1958      |
| 14 | A Wreath for Charity Lloyd   | 18 marzo 1958     |
| 15 | Hideout                      | 1º aprile 1958    |
| 16 | Guns for Big Bear            | 15 aprile 1958    |
| 17 | Price on His Head            | 29 aprile 1958    |
| 18 | Short Range                  | 13 maggio 1958    |
| 19 | The Bullet and the Cross     | 27 maggio 1958    |
| 20 | Mule Team                    | 10 giugno 1958    |

## Brannigan's Boots
- Diretto da: Leslie H. Martinson
- Scritto da: Michael Fessier

### Trama
- Guest star: Dennis Hopper (Billy the Kid), Ainslie Pryor (Turlock), Slim Pickens (Shorty), Sheb Wooley (Pete), Chubby Johnson (Wally Higgins), Arthur Hunnicutt (Pop Purty), Louis Jean Heydt (Paul Evans), Merry Anders (Katie Brannigan)

## Reluctant Hero
- Diretto da: Leslie H. Martinson
- Scritto da: S. Omar Barker

### Trama
- Guest star: Fred Sherman (giudice), David McLean (Bird), I. Stanford Jolley (The Nighthawk), Tim Graham (Night Clerk), George Chandler (Propietor), Alan Austin (Toubo), Iris Adrian (cameriera), Michael Dante (Ken Brazwell), Steve Brodie (Curly Day), Will Wright (Charlie Cade), Gloria Talbott (Linda Brazwell)

## The Strange Land
- Diretto da: Leslie H. Martinson
- Scritto da: Louis L'Amour

### Trama
- Guest star: Phil Tead (Proprietor), Dan White (Kennedy), Stuart Randall (Higgins), Walter Barnes (Hefferman), Morris Ankrum (Cash Billings), Rhodes Reason (Burr Fulton), Jan Chaney (Anne Billings)

## Bunch Quitter
- Diretto da: Leslie H. Martinson
- Scritto da: Dee Linford

### Trama
- Guest star: Ray Danton (Blacky), Gil Perkins (Pete), Hal K. Dawson (Doc Creel), Bob Steele (Sam Shoulders), Tyler McVey (Slim Jackson), Frank Ferguson (Otto Jardine), George O'Hanlon (Yamp Dooley), Kathy Case (Gail Jardine)

## Trail's End
- Diretto da: Leslie H. Martinson
- Scritto da: Norman A. Fox

### Trama
- Guest star: Chris Alcaide (Clay Horton), Russell Thorson (Jim Travis), Harlan Warde (Dan Colt), Charles Watts (giudice Newcombe), Ewing Mitchell (Thompson), Barbara Stuart (Muriel), Morgan Shaan (Steve), Stacy Keach, Sr. (Jed Hammer), Gordon Jones (Wasco Walters), Terry Frost (Lonesome), Michael Dante (Walt Lane), Venetia Stevenson (Kathy Larsen)

## Quicksilver
- Diretto da: Franklin Adreon
- Scritto da: Will Gould

### Trama
- Guest star: Will J. White (Carson), Lane Bradford (Ellis), Richard Crane (Andy Horton), Nestor Paiva (Senor Contreras), Frank Wilcox (George Beaumont), Fay Spain (Susie Tatum), John Litel (Hank Tatum)

## Misfire
- Diretto da: Franklin Adreon
- Scritto da: Alan Lemay

### Trama
- Guest star: Woody Chambliss (Boswell Newsome), Jack Elam (Toothy Thompson), Phil Tead (Postmaster), Pernell Roberts (Smith), Eve Brent (Mercy Preston), Frank Albertson (sceriffo Crabtree), Connie Stevens (Patience Preston), James Garner (Bret Maverick)

## The Stallion Trail
- Diretto da: Edward Bernds
- Scritto da: Carey Wilber e Dean Riesner

### Trama
- Guest star: Carol Kelly (Elaine Wright), Will Wright (John Chamberlain), Patrick Waltz (Lon Tracy), Paul Birch (Emmett Clark)

## Small War at Custer Junction
- Diretto da: Franklin Adreon

### Trama
- Guest star: Jack Elam (Toothy Thompson), Kenneth R. MacDonald, Val Dufour, Karl Swenson (Andy Burke), Reba Waters (Maggie), Jean Carson (Lilly)

## Bullet Proof
- Diretto da: Franklin Adreon

### Trama
- Guest star: Dick Rich (Seven Blankets), Richard Reeves (Pete), Don 'Red' Barry (Tanner), Guinn 'Big Boy' Williams (Moose McClintock), Gregory Walcott (Duke McClintock), Joi Lansing (Peaches)

## Deadlock
- Diretto da: Franklin Adreon
- Scritto da: James O'Hanlon

### Trama
- Guest star: Oliver McGowan (Laurin), William Schallert (Cole), John Vivyan (Victor Valla), Herbert Heyes (Calvin Williams)

## Man Wanted
- Diretto da: Franklin Adreon
- Scritto da: Sig Herzig

### Trama
- Guest star: Kermit Maynard (cittadino), Frank Keig (Jesse), Fred Essler (Amos Lampton), Paul Keast (sceriffo Carson), Mickey Simpson (Marblehead), Mort Mills (Smiley), Pernell Roberts (Deuce Braden), Anna Lisa (Ellie Peterson), Charles Bronson (Sandy Randall)

## The Dead Hills
- Diretto da: Franklin Adreon
- Scritto da: Earl Baldwin

### Trama
- Guest star: Duane Grey (Art Beal), Lane Bradford (Chris Andrews), Michael Dante (Mike Wilson), Veda Ann Borg (Flo McGuire), Ruta Lee (Lucy Barron)

## A Wreath for Charity Lloyd
- Diretto da: Franklin Adreon
- Scritto da: Jackson Gillis

### Trama
- Guest star: Harry Harvey (sceriffo), Mike Monahan (Paul McGinty), James Philbrook (Smokey), Erin O'Brien (Charity Lloyd), Charles Cooper (Wesley Jerome)

## Hideout
- Diretto da: Montgomery Pittman
- Scritto da: Maurita Pittman

### Trama
- Guest star: Doy O'Dell (Jenks), Morgan Woodward (Yates), Charles Fredericks (Chick), Lane Bradford (Farley), Robert Gothie (Frankie Wicks), Don Gordon (Ed Rowland), Anita Gordon (Mary), Peter Brown (Davey), Paul Fix (Bandit)

## Guns for Big Bear
- Diretto da: Franklin Adreon
- Scritto da: Elliot West

### Trama
- Guest star: Dan Sheridan (colonnello Stockard), Benny Baker (negoziante), Bing Russell (sergente McKinnock), Ted de Corsia (Big Bear), Lisa Montell (Konoee), Gerald Mohr (Jasper Monday)

## Price on His Head
- Diretto da: Richard L. Bare
- Scritto da: Henry Kuttner e C.L. Moore (sceneggiatura); Pamela Herbert Chais e Leo Guild (soggetto)

### Trama
- Guest star: Willis Bouchey (Ira Fenwick), Maurice Manson (Lansing), Hugh Sanders (Robert Waring), Francis McDonald (Pete Stone), Virginia Gregg (Jane Lansing), Venetia Stevenson (Trudy Young), Karl Swenson (Bill), Dorothy Green (Belle Young), Patrick McVey (sceriffo Dunbar)

## Short Range
- Diretto da: Montgomery Pittman
- Scritto da: Montgomery Pittman

### Trama
- Guest star: George O'Hanlon (Dick), Slim Pickens (Harry), Lane Chandler (sceriffo Harkness), Ahna Capri (Willie Ann Miles), Stephen Ellsworth (Salem Turner), Sammy Jackson (Leonard Ryan), Olive Sturgess (Olive Turner), Myron Healey (Claude Miles), Erin O'Brien (principessa Tania)

## The Bullet and the Cross
- Diretto da: Lee Sholem
- Scritto da: Peter R. Brooke

### Trama
- Guest star: Mickey Simpson (Ramsey), Robert Wark (Deputy Jeff Williams), Stuart Randall (sceriffo Olson), Charles Bronson (Cliff Raven)

## Mule Team
- Diretto da: Franklin Adreon

### Trama
- Guest star: Fred Sherman (Nephi Boggs), Syd Saylor (Johnson), House Peters, Jr. (Turner), Rita Lynn (Lottie), Iron Eyes Cody (Joe White Cloud), Roy Engel (sceriffo), Dan Ferniel (Noah), Eilene Janssen (Nancy Boggs), Don Haggerty (Vance Stanton)